# Sandrine Testud
Sandrine Testud (Lyon, 3 april 1972) is een voormalig tennisspeelster uit Frankrijk. Zij begon op negenjarige leeftijd met tennis.

## Loopbaan

### Enkelspel
Testud heeft drie WTA-titels in het enkelspel. Haar belangrijkste overwinning was die op het toernooi van Filderstadt in 1998 waar zij de nummer twee op de wereldranglijst, Lindsay Davenport, versloeg. Zij bereikte twee keer de kwartfinale van een grandslamtoernooi: in 1997 op het US Open en in 1998 op het Australian Open. In 1997 maakte zij deel uit van het Fed Cup-team van Frankrijk dat in de finale het Nederlandse team versloeg met 4–1 – zij won haar beide (enkelspel)partijen, tegen Brenda Schultz en Miriam Oremans. In februari 1999 kwam zij in de top tien van de wereldranglijst – zij was daarmee de vierde Française (na Françoise Dürr, Mary Pierce en Nathalie Tauziat) die de top tien bereikte. Haar hoogste positie op de WTA-ranglijst is de negende plaats, die zij bereikte in februari 2000. Dit markeert het moment dat niet minder dan vier Franse speelsters in de top tien stonden: Mary Pierce (nr.5), Nathalie Tauziat (nr.6), Julie Halard (nr.8) en Sandrine Testud (nr.9) – een record voor het Franse tennis.

### Dubbelspel
Testud heeft vier WTA-titels in het dubbelspel. Haar beste resultaat op de grandslamtoernooien is het bereiken van de finale op het US Open in 1999, samen met de Amerikaanse Chanda Rubin – zij verloren de finale van de gezusters Venus en Serena Williams in drie sets. Haar hoogste positie op de WTA-ranglijst is de achtste plaats, die zij bereikte in augustus 2000. Op de Olympische Spelen van 2004 bereikte zij de kwartfinale, samen met Nathalie Dechy.

#### Gemengd dubbelspel
In deze discipline bereikte Testud tweemaal de kwartfinale, eenmaal met de Australiër Paul Kilderry op het US Open 1996 en andermaal met landgenoot Marc Gicquel op Roland Garros 2005.

### Tennis in teamverband
In de periode 1997–2002 maakte Testud deel uit van het Franse Fed Cup-team – zij behaalde daar een winst/verlies-balans van 9–5.

## Privé
Sandrine Testud is op 13 juni 1998 gehuwd met haar coach Vittorio Magnelli. In februari 2003 kregen zij een dochter. Hun tweede dochter werd in 2006 geboren.

## Posities op deWTA-ranglijst
Positie per einde seizoen:
| jaar | rang enkelspel | rang dubbelspel |
| ---- | -------------- | --------------- |
| 1989 | 265            | 293             |
| 1990 | 167            | 129             |
| 1991 | 118            | 104             |
| 1992 | 106            | 88              |
| 1993 | 98             | 115             |
| 1994 | 81             | 117             |
| 1995 | 41             | 59              |
| 1996 | 41             | 42              |
| 1997 | 13             | 74              |
| 1998 | 14             | 70              |
| 1999 | 13             | 23              |
| 2000 | 17             | 23              |
| 2001 | 11             | 13              |
| 2002 | 38             | 48              |
|      |                |                 |
| 2004 | 311            | 61              |
| 2005 | –              | 258             |

## Palmares
| Legenda                |
| ---------------------- |
| Grandslamtoernooi      |
| Olympische Spelen      |
| Year-End Championships |
| Tier I                 |
| Tier II                |
| Tier III               |
| Tier IV & V            |

### WTA-finaleplaatsen enkelspel
| nr.              | finale     | toernooi           | ondergrond    | tegenstandster    | score          |         |
| ---------------- | ---------- | ------------------ | ------------- | ----------------- | -------------- | ------- |
| gewonnen finales |            |                    |               |                   |                |         |
| 1.               | 1997-07-20 | WTA Palermo        | gravel        | Jelena Makarova   | 7-5, 6-3       | details |
| 2.               | 1998-10-11 | WTA Filderstadt    | hardcourt (i) | Lindsay Davenport | 7-5, 6-3       | details |
| 3.               | 2001-09-16 | WTA Waikoloa       | hardcourt     | Justine Henin     | 6-3, 2-0, opg. | details |
| verloren finales |            |                    |               |                   |                |         |
| 1.               | 1997-08-24 | WTA Stone Mountain | hardcourt     | Lindsay Davenport | 4-6, 1-6       | details |
| 2.               | 1998-07-12 | WTA Praag          | gravel        | Jana Novotná      | 3-6, 0-6       | details |
| 3.               | 1999-10-31 | WTA Linz           | tapijt (i)    | Mary Pierce       | 6-7, 1-6       | details |
| 4.               | 2000-02-06 | WTA Tokio          | tapijt (i)    | Martina Hingis    | 3-6, 5-7       | details |
| 5.               | 2001-01-13 | WTA Canberra       | hardcourt     | Justine Henin     | 2-6, 2-6       | details |
| 6.               | 2001-02-18 | WTA Doha           | hardcourt     | Martina Hingis    | 3-6, 2-6       | details |
| 7.               | 2002-02-23 | WTA Dubai          | hardcourt     | Amélie Mauresmo   | 4-6, 6-7       | details |

### WTA-finaleplaatsen vrouwendubbelspel
| nr.              | finale     | toernooi         | ondergrond    | partner                  | tegenstandsters                        | score         |         |
| ---------------- | ---------- | ---------------- | ------------- | ------------------------ | -------------------------------------- | ------------- | ------- |
| gewonnen finales |            |                  |               |                          |                                        |               |         |
| 1.               | 1999-10-10 | WTA Filderstadt  | hardcourt (i) | Chanda Rubin             | Larisa Neiland Arantxa Sánchez Vicario | 6-3, 6-4      | details |
| 2.               | 2000-02-13 | WTA Parijs       | tapijt (i)    | Julie Halard-Decugis     | Åsa Carlsson Émilie Loit               | 3-6, 6-3, 6-4 | details |
| 3.               | 2000-07-30 | WTA Stanford     | hardcourt     | Chanda Rubin             | Cara Black Amy Frazier                 | 6-4, 6-4      | details |
| 4.               | 2001-02-18 | WTA Doha         | hardcourt     | Roberta Vinci            | Kristie Boogert Miriam Oremans         | 7-5, 7-6      | details |
| verloren finales |            |                  |               |                          |                                        |               |         |
| 1.               | 1992-04-19 | WTA Pattaya      | hardcourt     | Pascale Paradis          | Isabelle Demongeot Natalia Medvedeva   | 1-6, 1-6      | details |
| 2.               | 1995-08-06 | WTA San Diego    | hardcourt     | Alexia Dechaume-Balleret | Gigi Fernández Natallja Zverava        | 2-6, 1-6      | details |
| 3.               | 1998-11-01 | WTA Québec       | tapijt (i)    | Chanda Rubin             | Lori McNeil Kimberly Po                | 7-6, 5-7, 4-6 | details |
| 4.               | 1999-09-11 | US Open          | hardcourt     | Chanda Rubin             | Serena Williams Venus Williams         | 6-4, 1-6, 4-6 | details |
| 5.               | 1999-11-14 | WTA Philadelphia | tapijt (i)    | Chanda Rubin             | Lisa Raymond Rennae Stubbs             | 1-6, 6-7      | details |
| 6.               | 2001-10-21 | WTA Zürich       | hardcourt (i) | Roberta Vinci            | Lindsay Davenport Lisa Raymond         | 3-6, 6-2, 2-6 | details |
| 7.               | 2002-02-23 | WTA Dubai        | hardcourt     | Roberta Vinci            | Barbara Rittner María Vento-Kabchi     | 3-6, 2-6      | details |

## Resultaten grandslamtoernooien
| Legenda | Legenda                          |
| ------- | -------------------------------- |
| g.t.    | geen toernooi gehouden           |
| l.c.    | lagere categorie                 |
| –       | niet deelgenomen                 |
| G       | uitgeschakeld in de groepsfase   |
| 1R      | uitgeschakeld in de eerste ronde |
| 2R      | uitgeschakeld in de tweede ronde |
| 3R      | uitgeschakeld in de derde ronde  |
| 4R      | uitgeschakeld in de vierde ronde |
| KF      | uitgeschakeld in de kwartfinale  |
| HF      | uitgeschakeld in de halve finale |
| F       | de finale verloren               |
| W       | het toernooi gewonnen            |
| w-v     | winst/verlies-balans             |

### Enkelspel
| toernooi        | 1990 | 1991 | 1992 | 1993 | 1994 | 1995 | 1996 | 1997 | 1998 | 1999 | 2000 | 2001 | 2002 |    | 2004 |
| --------------- | ---- | ---- | ---- | ---- | ---- | ---- | ---- | ---- | ---- | ---- | ---- | ---- | ---- | -- | ---- |
| Australian Open | –    | –    | 2R   | 1R   | 4R   | 3R   | 1R   | 2R   | KF   | 4R   | 4R   | 3R   | 1R   | –  |      |
| Roland Garros   | 1R   | 1R   | 2R   | 1R   | 1R   | 2R   | 3R   | 3R   | 4R   | 2R   | 3R   | 4R   | 1R   | 1R |      |
| Wimbledon       | –    | –    | 1R   | 1R   | 1R   | 2R   | 2R   | 4R   | 4R   | 3R   | 1R   | 4R   | 2R   | –  |      |
| US Open         | –    | –    | 2R   | 1R   | 2R   | 3R   | 4R   | KF   | 3R   | 2R   | 4R   | 4R   | –    | –  |      |

### Vrouwendubbelspel
| toernooi        | 1990 | 1991 | 1992 | 1993 | 1994 | 1995 | 1996 | 1997 | 1998 | 1999 | 2000 | 2001 | 2002 |    | 2004 | 2005 |
| --------------- | ---- | ---- | ---- | ---- | ---- | ---- | ---- | ---- | ---- | ---- | ---- | ---- | ---- | -- | ---- | ---- |
| Australian Open | –    | –    | 2R   | 2R   | 1R   | 2R   | 2R   | 1R   | 2R   | 1R   | 2R   | 3R   | 3R   | –  | –    |      |
| Roland Garros   | 2R   | 1R   | 1R   | 1R   | 1R   | 1R   | 2R   | 1R   | 2R   | –    | 3R   | KF   | KF   | HF | 1R   |      |
| Wimbledon       | –    | –    | 1R   | 1R   | 1R   | 2R   | 3R   | 2R   | 3R   | 1R   | 3R   | 2R   | 3R   | –  | –    |      |
| US Open         | –    | 2R   | 2R   | 1R   | 2R   | 1R   | 3R   | 2R   | 1R   | F    | KF   | HF   | –    | –  | –    |      |

### Gemengd dubbelspel
| Australian Open | –  | –  | –  | –  | –  | –  | –  | –  | –  | –  |
| Roland Garros   | 2R | 1R | 2R | 1R | 3R | –  | 2R | 2R | 2R | KF |
| Wimbledon       | –  | –  | –  | 1R | 2R | 2R | –  | –  | –  | –  |
| US Open         | –  | –  | KF | –  | –  | 2R | –  | –  | –  | –  |